# Bieszkówko
Bieszkówko (kaszub. Bieszkówkò) – część wsi Koleczkowo w Polsce, położona w województwie pomorskim, w powiecie wejherowskim, w gminie Szemud, na obrzeżach Trójmiejskiego Parku Krajobrazowego. Wchodzi w skład sołectwa Koleczkowo.
W latach 1975–1998 Bieszkówko administracyjnie należało do województwa gdańskiego.